# Perspectiva forçada

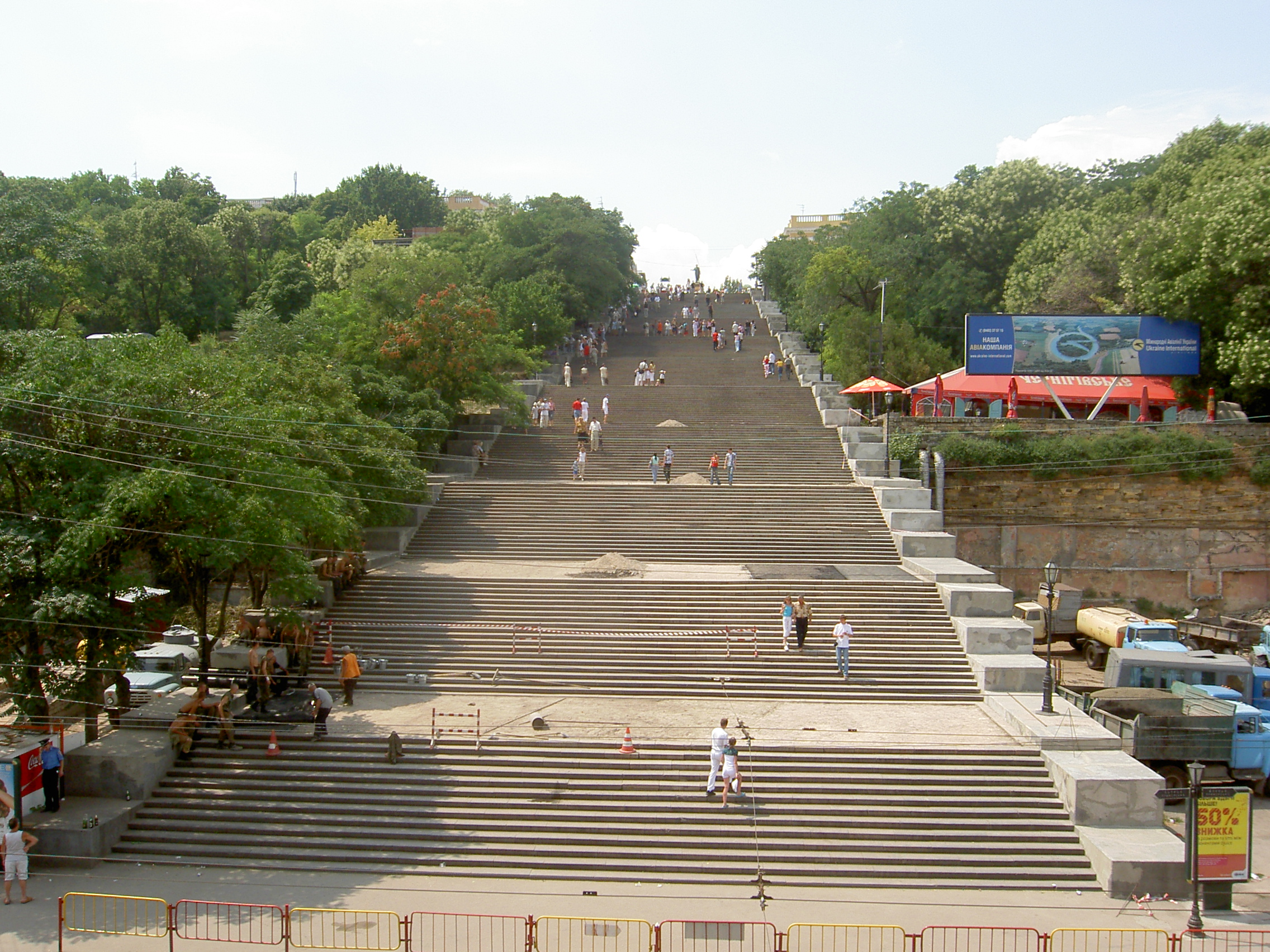
Les escales Potemkin d'Odessa ocupen 142 metres, però produeixen la il·lusió d'una major profunditat ja que són més amples a la part inferior que a la superior.

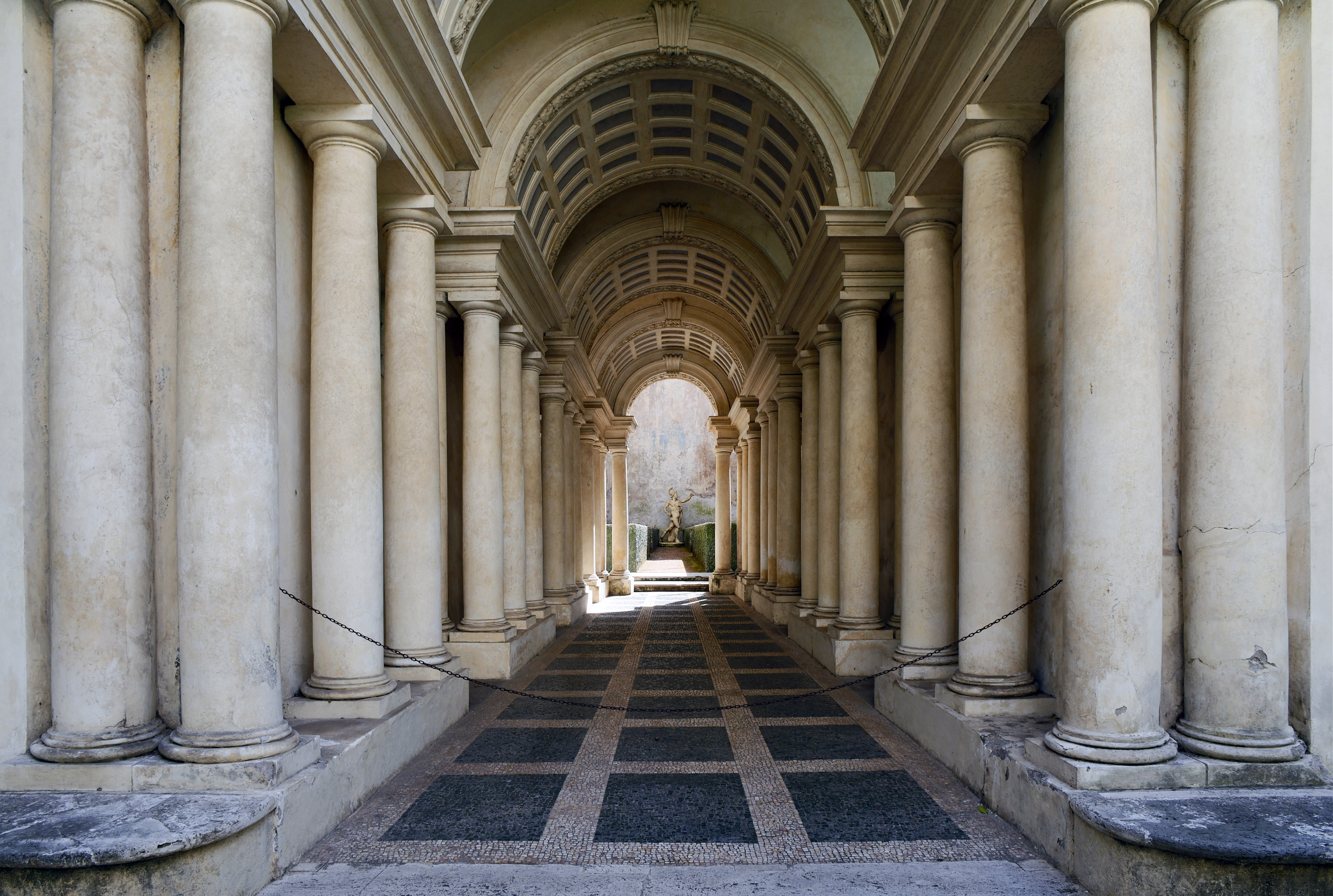
La galeria al Palazzo Spada de Roma de Francesco Borromini, 1632. Els 8.6 metres de llargada d'aquesta semblen ser quatre vegades més llargs.

La perspectiva forçada és una tècnica que utilitza la il·lusió òptica per fer que un objecte aparegui més lluny, més a prop, més gran o més petit del que és en realitat. Així doncs, manipula la percepció visual humana mitjançant; l'ús d'objectes a escala (i la correlació entre ells) i el punt de mira de l'espectador o la càmera. Els seus usos s'estenen des de la fotografia, el cinema i l'arquitectura.

## En el cinema
Un exemple de perspectiva forçada és una escena d'una pel·lícula d'acció en què els dinosaures amenacen els herois. Si es col·loca un model en miniatura d'un dinosaure a prop de la càmera, el director pot fer que aquest sembli monstruosament alt per a l'espectador, tot i que realment només està més pròxim a l'òptica.
La perspectiva forçada era característica de les pel·lícules mudes alemanyes i Ciutadà Kane va reviure'n la pràctica. Les pel·lícules, especialment les de sèrie B en les dècades de 1950 i 1960, es produïen amb pressupostos limitats i sovint presentaven plans de perspectiva forçada.
Aquesta tècnica pot ser més creïble quan les condicions ambientals enfosqueixen la diferència de perspectiva. Per exemple, l'escena final de la famosa pel·lícula Casablanca té lloc en un aeroport enmig d'una tempesta, tot i que va ser rodada en un estudi. Això es va aconseguir mitjançant l'ús d'un teló de fons pintat d'un avió, que va servir per nans al costat del teló de fons. Un aiguat (creat a l'estudi) allunya gran part de l'atenció de l'espectador del teló de fons i dels extres, fent que la perspectiva simulada sigui menys perceptible.

### El paper de la llum
Els primers exemples de perspectiva forçada que s'utilitzaven a les pel·lícules de baix pressupost mostraven objectes que eren clarament diferents del seu entorn: usualment borrosos o amb un nivell de llum diferent. La principal causa d'això va ser geomètrica. La llum d'una font puntual viatja en una ona esfèrica, disminuint en intensitat (o il·luminació) a mesura que el quadrat invers de la distància viatja. Això vol dir que una font de llum ha de ser quatre vegades més brillant per produir la mateixa il·luminació en un objecte el doble de lluny. Així, per crear la il·lusió que un objecte llunyà estigui a la mateixa distància que un objecte proper i escalat, en conseqüència, es necessita molta més llum. Quan es filma amb perspectiva forçada, és crucial que l'obertura (de diafragma) s'aturi prou per aconseguir una profunditat de camp adequada, de manera que l'objecte en primer pla i el fons apareguin nítids a l'escena. Atès que els models en miniatura haurien d'estar sotmesos a una il·luminació molt més gran que l'enfocament principal de la càmera, l'àrea d'acció, és important assegurar-se que puguin suportar la quantitat significativa de calor generada per les fonts de llum incandescents que s'utilitzen normalment en pel·lícules i produccions televisives.

### En moviment
Les adaptacions cinematogràfiques d'El Senyor dels Anells de Peter Jackson fan un ús estès de la perspectiva forçada. Els personatges, aparentment, l'un al costat de l'altre es desplaçarien a diversos metres de profunditat de la càmera. Això, en una imatge fixa, fa que alguns personatges (nans i hòbbits) semblin molt més petits que altres. Si es mogués el punt de vista de la càmera, la paral·laxi revelaria les veritables posicions relatives dels personatges a l'espai. Fins i tot si la càmera s'acaba de girar, el seu punt de vista pot moure's accidentalment si aquesta no es mou al voltant del punt correcte; l'anomenat "punt de paral·laxi zero" (o punt nodal frontal) i s'aproxima a la pràctica com el centre de la pupil·la d'entrada.
Una tècnica molt utilitzada a El Senyor dels Anells: La comunitat de l'anell va ser una millora d'aquest principi, que es podia utilitzar en preses en moviment. Part del decorat es va muntar sobre plataformes mòbils que es movien segons el moviment de càmera, de manera que la il·lusió òptica es conservaria en tot moment durant el rodatge del pla. Les mateixes tècniques van ser emprades a les pel·lícules de Harry Potter per fer que el personatge Hagrid semblés un gegant. Els accessoris al voltant de Harry i els seus amics són de mida normal, mentre que els accessoris, aparentment idèntics, col·locats al voltant d'Hagrid són de fet més petits.

### Efectes còmics

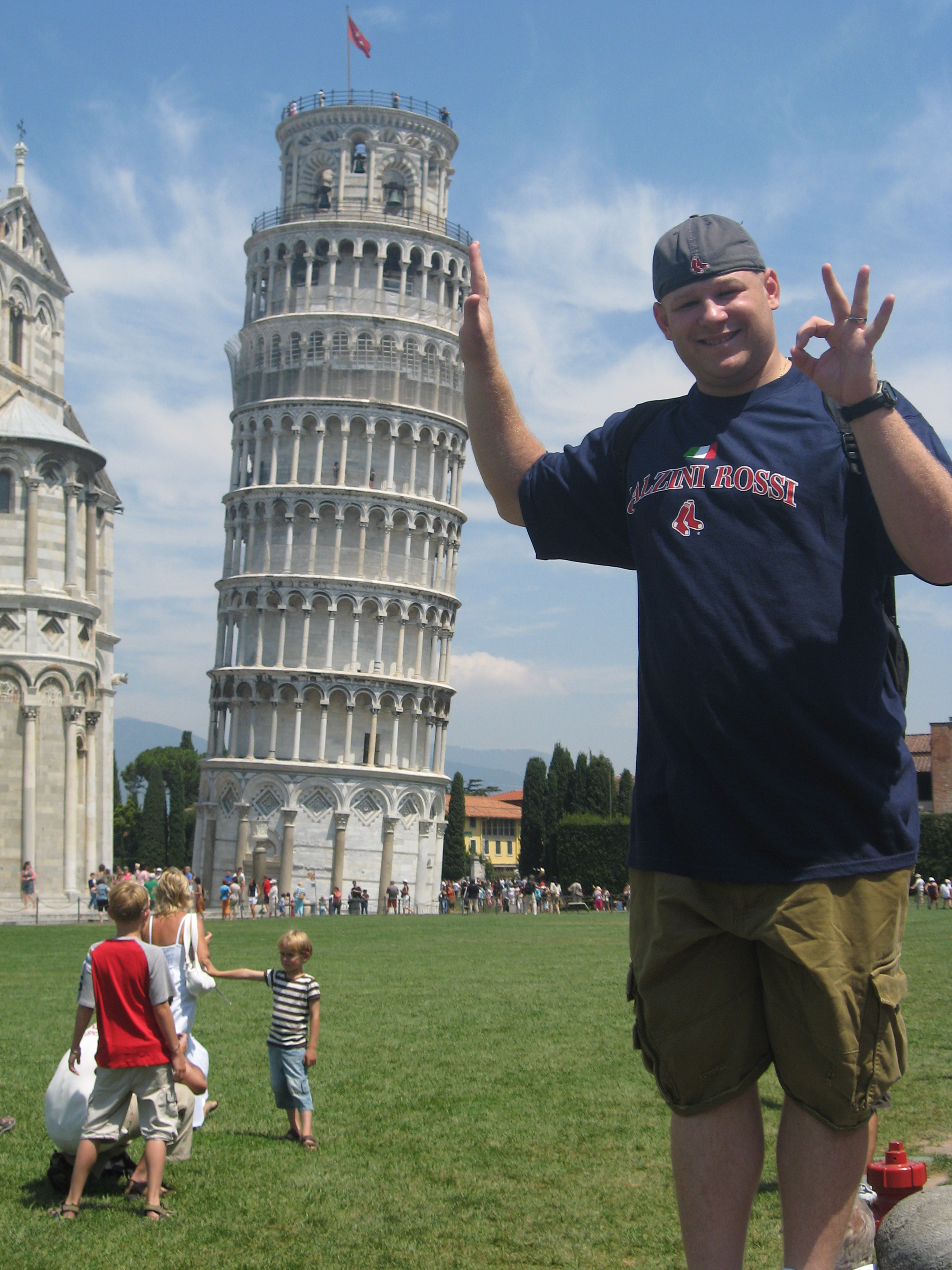
L'ús de la perspectiva forçada amb atraccions turístiques com la Torre Inclinada de Pisa és popular en la fotografia turística.

Com passa amb molts gèneres i efectes cinematogràfics, la perspectiva forçada es pot utilitzar per obtenir un efecte de comèdia visual. Normalment, quan un objecte o personatge es representa en una escena, la seva mida es defineix pel seu entorn. Aleshores, un personatge interactua amb l'objecte o personatge, demostrant a l'espectador ha estat enganyat i que s'ha fet ús de perspectiva forçada.

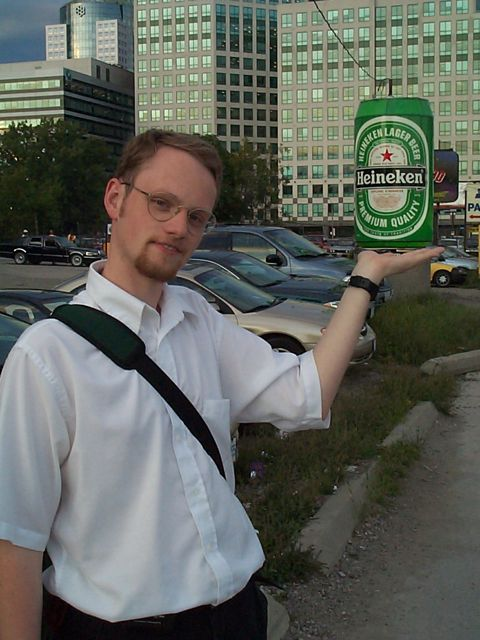
La perspectiva forçada de la llauna de cervesa gegant es mostra "penjat" a la mà d'una persona.

La pel·lícula Brats de Laurel i Hardy de 1930 va fer ús de la perspectiva forçada per representar Stan i Ollie simultàniament com a adults i com els seus propis fills. Un exemple usat per a l'efecte còmic es troba a la comèdia Top Secret!, en una escena que sembla començar amb un primer pla d'un telèfon que sona i amb els personatges a la distància. Tanmateix, quan el personatge s'acosta al telèfon (cap a la càmera) i l'agafa, es fa evident que aquest és molt gran en comptes d'estar a prop de la càmera. Una altra escena de la mateixa pel·lícula comença amb un primer pla d'un rellotge de polsera; el següent pla mostra que aquesta és la que duu posada en realitat el personatge.
La mateixa tècnica també apareix a l'sketch de Dennis Waterman al programa de sketchs Little Britain de la BBC britànica. A la versió televisiva, es fa ús d'accessoris més grans que a la vida real per fer que el Waterman caricaturitzat sembli mesurar només 90 cm d'alçada, o menys. A La història del món, part I, mentre s'escapa dels camperols francesos, el personatge de Mel Brooks, Jacques, que fa el doble per al rei Lluís, corre per un vestíbul del palau, que es converteix en una rampa, mostrant la porta més petita al final, amb perspectiva forçada. Mentre retrocedeix a la part normal de l'habitació, murmura: "Qui va dissenyar aquest lloc?".
Un dels sketches recurrents de The Kids in the Hall presentava el Sr. Tyzik, "The Headcrusher", utilitzava aquesta tècnica (des del seu propi punt de vista) per "aixafar" els caps d'altres persones entre els seus dits. Això també ho fa el personatge Sheldon Cooper al programa de televisió The Big Bang Theory als seus amics quan el fan sentir malament. En la realització de la temporada 5 de Red vs. Blue, els creadors van apostar per la perspectiva forçada per fer que el personatge del nadó de Tucker, Junior, semblés petit. Al joc, el personatge alienígena emprat com a Junior té la mateixa alçada que els altres personatges. El mem d'Internet de curta durada del 2013 "baby mugging" va servir-se de la perspectiva forçada per fer que els nadons semblés que estiguessin dins d'articles com tasses i tasses de te.

## En arquitectura
En arquitectura, es pot fer que una estructura sembli més gran, més alta, més llunyana o d'una altra manera ajustant l'escala dels objectes en relació amb l'espectador, augmentant o disminuint la profunditat percebuda. Quan se suposa que la perspectiva forçada fa que un objecte sembli més llunyà, es pot utilitzar el següent mètode: disminuint constantment l'escala dels objectes des de l'expectació i la convenció cap al punt més allunyat de l'espectador, es crea la il·lusió que l'escala d'aquests objectes es disminueix a causa de la seva ubicació llunyana. En canvi, de vegades es fa ús de la tècnica oposada en els dissenys de jardins clàssics i altres bogeries per escurçar les distàncies percebudes dels punts d'interès al llarg d'un camí.

L'estàtua de la Llibertat està construïda amb una lleugera perspectiva forçada per tal d'aparentar estar correctament i millor proporcionada quan és vista des de la seva base. Quan es va dissenyar a finals del segle xix (abans que el vol aeri fos un recurs fàcil de fer servir), hi havia pocs altres angles des dels quals podia ser vista. Això va dificultar els tècnics d'efectes especials que treballaven a la pel·lícula Ghostbusters II, atès que van haver de retrocedir en la quantitat de perspectiva forçada utilitzada en replicar l'estàtua per a la pel·lícula perquè el seu model (que es va fotografiar de cara) no es veiés pesat a la zona superior. Aquest efecte també es pot veure a l'estàtua de David de Miquel Àngel.

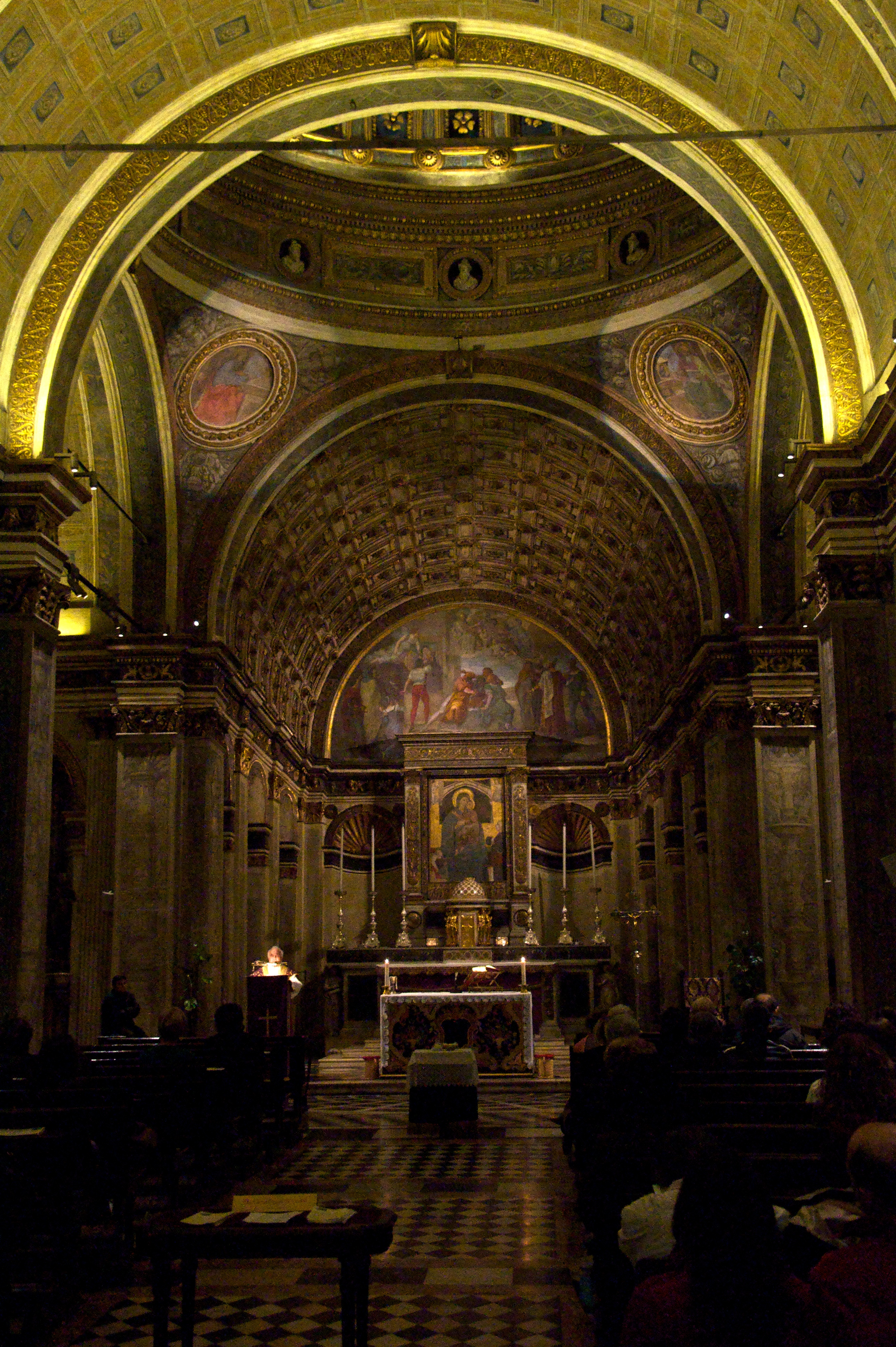
Il·lusió d'un gran espai a l'absis de Santa Maria presso San Satiro a Milà, Itàlia
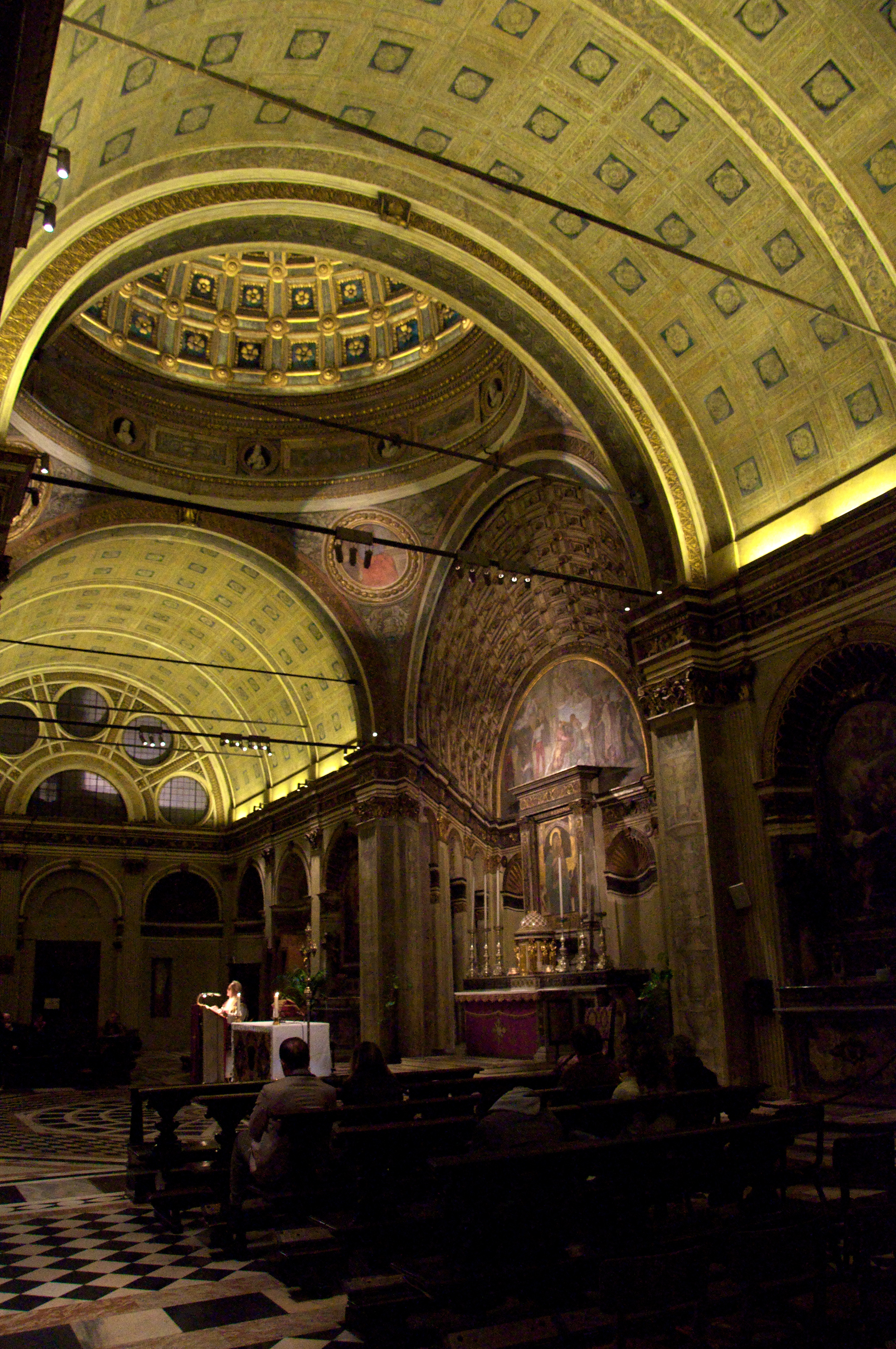
Espai real al voltant d'un metre de profunditat
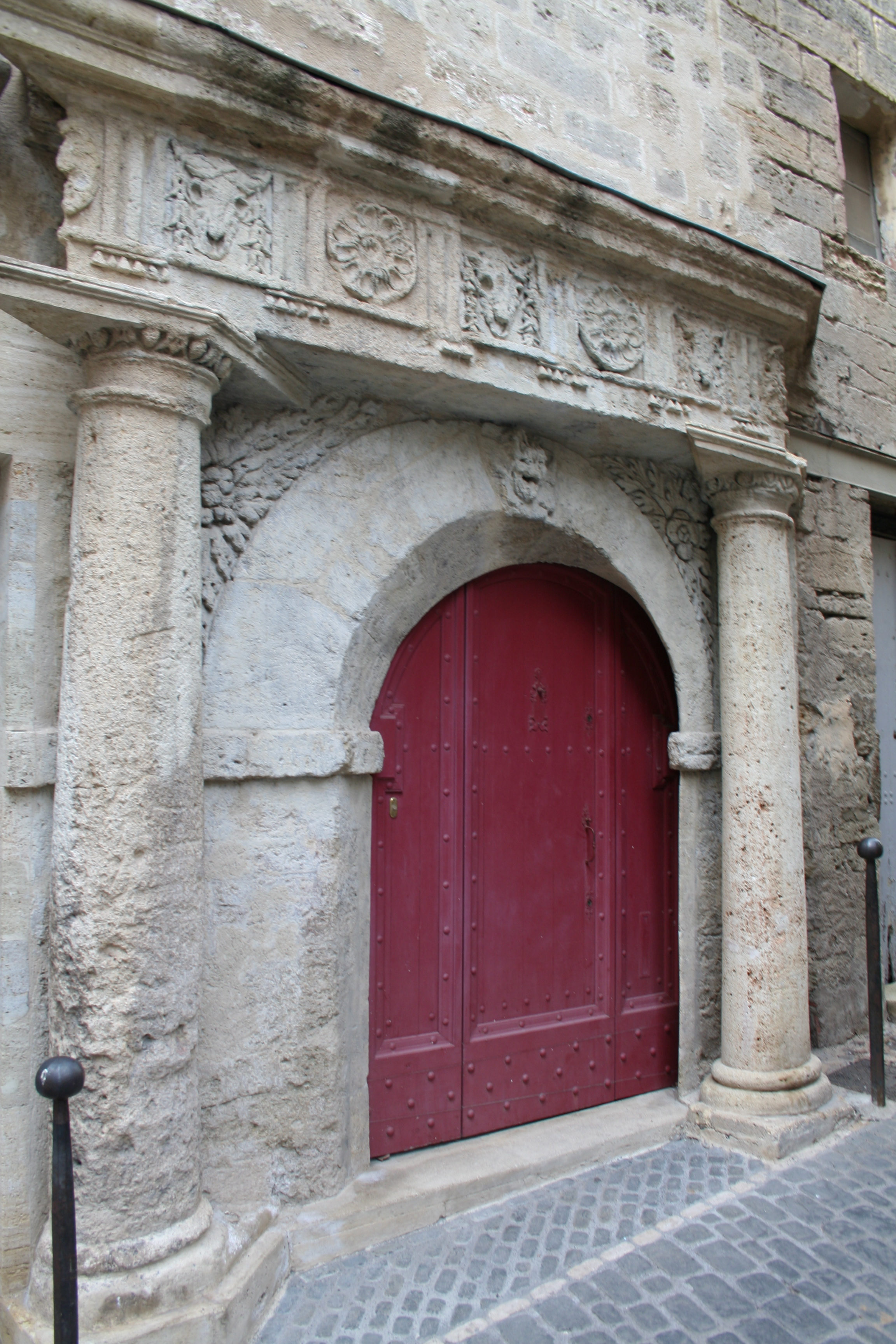
Una porta de perspectiva forçada a Pézenas, França.

## La percepció de la profunditat
La tècnica es beneficia dels senyals visuals emprats pels humans per percebre la profunditat, com ara la mida angular, la perspectiva aèria, l'ombreig la mida relativa. La distància percebuda de l'objecte pot ser manipulada en el cinema, la fotografia i l'art, variant els senyals monoculars bàsics utilitzats per discernir la profunditat d'un objecte a l'escena, essent un exemple la perspectiva aèria, el desenfocament, la mida relativa i la il·luminació. Utilitzant aquests senyals monoculars i la mida angular, els ulls poden percebre la distància d'un objecte. Els artistes són capaços de moure lliurement el pla visual dels objectes enfosquint aquests senyals al seu gust.
Augmentar la distància de l'objecte respecte al públic fa que un objecte sembli ser més petit; la seva mida aparent disminueix mentre que creix la separació amb l'espectador. Aquest fenomen és el de la manipulació de la mida angular i aparent.
L'ull humà percep la grandària d'un objecte en funció de la mida de la imatge de l'objecte en la retina. Això depèn únicament de l'angle creat pels raigs procedents de la part superior i inferior de l'objecte que passen pel centre de la lent de l'ull. Com més gran sigui l'angle que subjau un objecte, més gran serà la mida aparent de l'objecte. Aquest angle incrementa més si l'objecte s'acosta a la lent. D'aquesta manera podem afirmar que dos objectes amb diferent mida real tenen la mateixa mida aparent quan subjauen el mateix angle. I a la inversa, doncs, dos objectes de la mateixa mida real poden tenir una mida aparent dràsticament variable quan es mouen a diferents distàncies de la lent.

### Càlcul de la mida angular

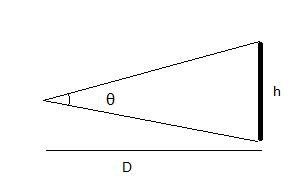
Mida angular, distància i mida de l'objecte.

Per calcular la mida angular s'utilitza la següent fórmula:
{\displaystyle \theta =2\cdot \arctan {\frac {h}{2D}}}
on el resultat, θ, que és l'angle subjagut s'obté multiplicant 2 per l'arctangent i on h és la mida real de l'objecte i D és la distància de la lent a l'objecte.

### Tècniques emprades
- Només manipular la mida angular movent objectes més a prop i més lluny no enganya completament l'ull. Els objectes que estan més allunyats de l'ull tenen un contrast lumínic més baix a causa de la dispersió atmosfèrica dels raigs. Menys raigs de llum arriben a l'ull des d'objectes més llunyans. Utilitzant el senyal monocular de la perspectiva aèria, l'ull utilitza la luminescència relativa dels objectes d'una escena per discernir la distància relativa. Els cineastes i fotògrafs combaten aquest senyal augmentant manualment la luminescència dels objectes més llunyans per igualar la dels objectes en el pla desitjat. Aquest efecte s'aconsegueix fent que l'objecte més llunyà sigui més brillant, donant-hi més llum. Com que la luminància disminueix en ½ d (on d és la distància de l'ull), els artistes poden calcular la quantitat exacta de llum necessària per contrarestar el senyal de la perspectiva aèria.[16]
- De la mateixa manera, el desenfocament pot crear l'efecte contrari en fer l'efecte de profunditat. Desenfocar selectivament un objecte el mou fora del seu pla visual original sense haver de moure l'objecte manualment.[17]
- Una il·lusió perceptiva que es pot infondre en la cultura cinematogràfica és la idea de la psicologia de la Gestalt, que sosté que la gent sovint veu la totalitat d'un objecte en oposició a la suma de les seves parts individuals.[18]
- Un altre senyal monocular de percepció de profunditat és el de la il·luminació i l'ombra. L'ombreig en una escena o en un objecte permet a l'audiència localitzar la font de llum en relació amb l'objecte. Fer que dos objectes a diferents distàncies tinguin el mateix ombrejat simula que es troben en posicions similars respecte a la font de llum; per tant, semblen més a prop l'un de l'altre del que en realitat estan.[19]
- Els artistes també poden utilitzar la tècnica més senzilla de manipular la mida relativa. Una vegada que el públic es familiaritza amb la mida d'un objecte en proporció a la resta d'objectes d'una escena, el fotògraf o el cineasta pot substituir l'objecte per una rèplica més gran o més petita per canviar una altra part de la mida aparent de l'escena. Això es fa sovint a les pel·lícules. Per exemple, per ajudar a l'aparició d'una persona com un gegant al costat d'una persona de "mida normal", un cineasta podria fer una presa de dues ulleres idèntiques juntes i després seguir amb la persona que se suposa que interpretarà el gegant sostenint una rèplica més petita, i l'actor que interpreta el paper de persona de "mida normal" amb una de molt més gran. Com que el públic veu que les ulleres tenen la mateixa mida a la presa original, la diferència en relació amb els dos personatges permet que el públic els percebi com que mesuren diferent, tot basant-se en la seva mida relativa a les ulleres que porten.[20]
- Un pintor pot crear la il·lusió de la distància afegint tint blau o vermell al color de l'objecte que està pintant. Aquest senyal monocular aprofita la tendència que el color dels objectes llunyans es desplaça cap a l'extrem blau de l'espectre, mentre que els colors dels objectes més propers es desplacen cap a l'extrem vermell d'aquest.[20] El fenomen òptic es coneix com a cromostereopsis.

### Exemples

#### En pel·lícula
La perspectiva forçada és un efecte comú en el cinema per la creació de personatges. Un exemple notable és Hagrid, el mig gegant de la sèrie Harry Potter. 
La tècnica s'utilitza a la sèrie El Senyor dels Anells per representar les altures aparents dels personatges del hòbbit, com Frodo, que se suposa que tenen al voltant de la meitat de l'alçada o menys dels humans i mags, com Gandalf. En realitat, la diferència d'alçada entre els actors que interpreten aquests papers és de només 5 polzades (13 cm); Elijah Wood (hòbbit Frodo) mesura 1,68 m d'alt, i Ian McKellen (mag Gandalf) 1,80 m. L'ús d'angles de càmera i escenaris i accessoris de truc crea la il·lusió d'una diferència molt més gran de mida i alçada. 
A la pel·lícula de comèdia <i id="mw5Q">Elf</i> (2003) es fan nombrosos trucs d'angle de càmera per aconseguir que els elfs de la pel·lícula semblin de mida més petit que els personatges humans.

#### En l'art

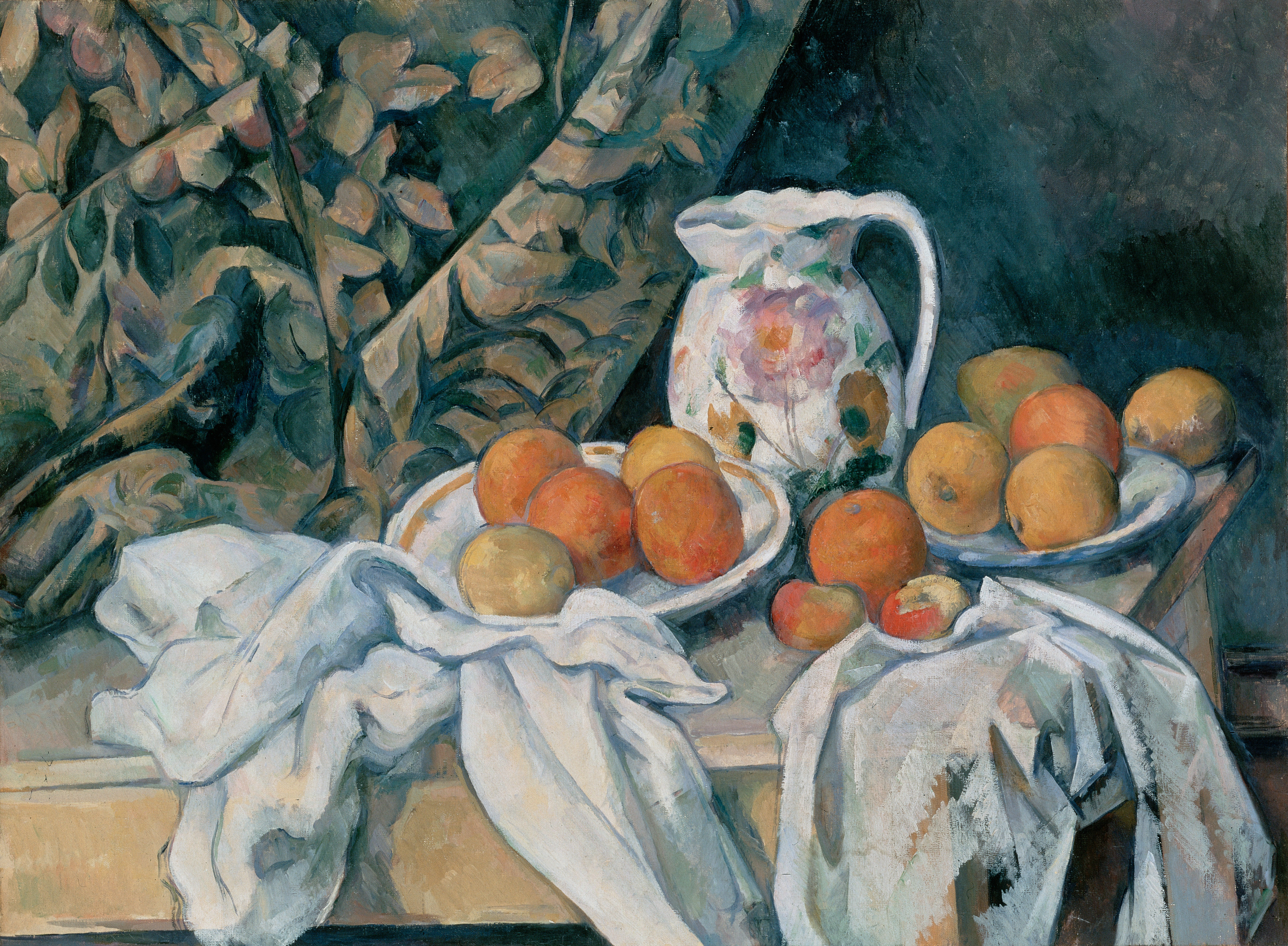
Natura morta amb cortina

En el seu quadre titulat Natura morta amb cortina, Paul Cézanne crea la il·lusió de profunditat utilitzant colors més brillants en objectes més propers a l'espectador i colors més tènues i ombrejats per allunyar la suposada "font de llum" dels objectes que volia que apareguessin més lluny. Aquesta tècnica permet al públic discernir la distància entre objectes a causa de les seves distàncies relatives d'una font de llum estacionària que il·lumina l'escena. A més, fa ús d'una tonalitat blava en objectes que haurien d'estar més lluny i una tonalitat més vermella per als objectes en primer pla.

#### Diorames a mida completa

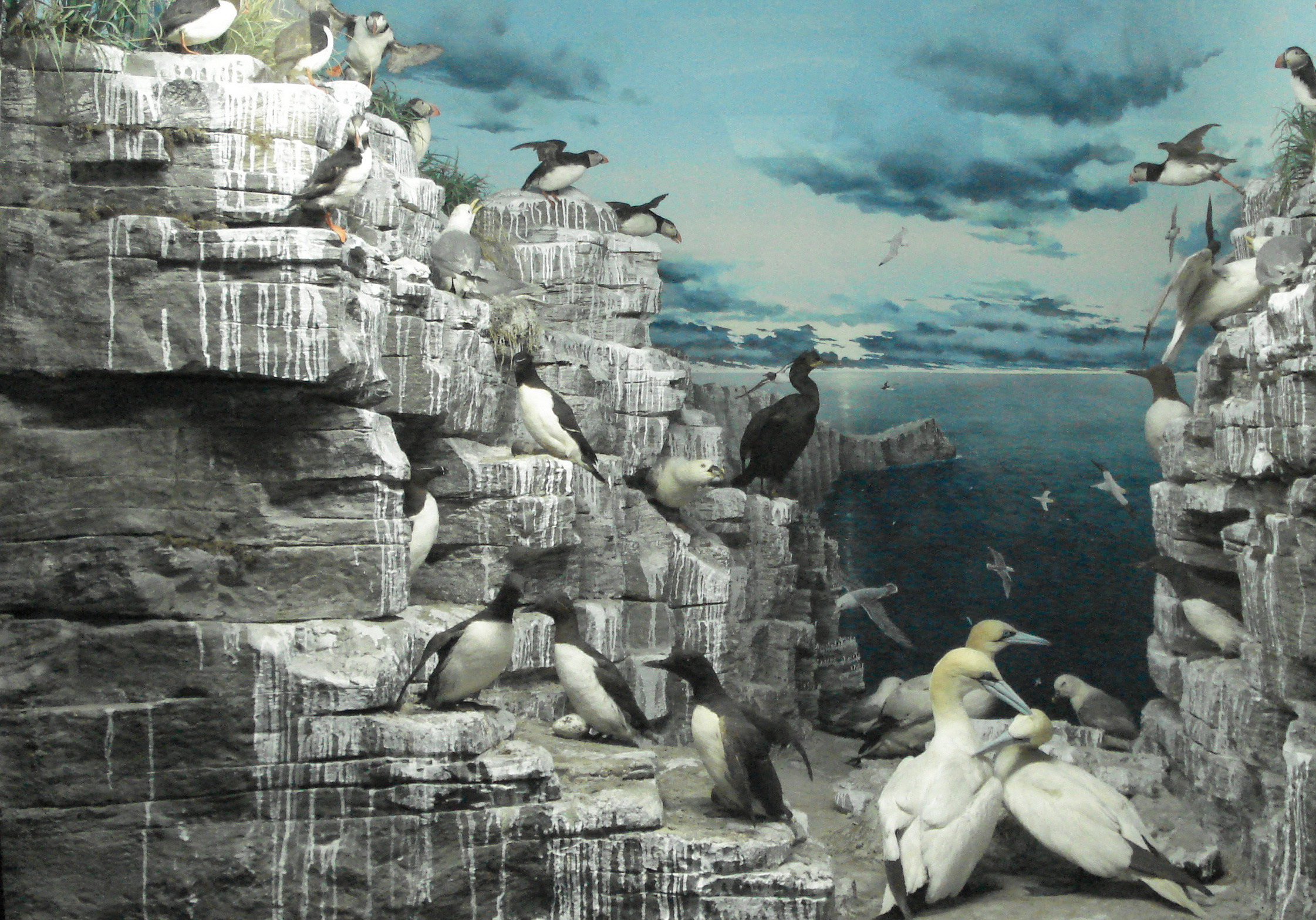
Un diorama al Museu d'Història Natural de Milà (Itàlia).

Els diorames de museus moderns es poden veure a la majoria dels principals museus d'història natural. Normalment, aquestes pantalles fan servir un pla inclinat per representar el que d'altra manera seria una superfície plana i incorporen un fons pintat d'objectes llunyans. Sovint també empren una perspectiva falsa, modificant acuradament l'escala dels objectes col·locats al pla, tot reforçant la il·lusió de la percepció de la profunditat en què els objectes de mida idèntica situats més lluny de l'observador semblen més petits que els més a prop. És comú que, el fons pintat llunyà o el cel es pinti sobre una superfície corba contínua així s'eviten possibles distraccions ocasionades per cantonades, costures o vores. Totes aquestes tècniques són mitjans per presentar una visió realista d'una gran escena en un espai compacte. Una fotografia o vista d'un sol ull d'un diorama d'aquest tipus pot ser especialment convincent, ja que en aquest cas no hi ha distracció per la percepció binocular de la profunditat.
Carl Akeley, naturalista, escultor i taxidermista, és el creador del primer diorama d'hàbitat l'any 1889. Aquest, presentava castors taxidermiats en un hàbitat tridimensional amb un fons realista i pintat. Amb el suport del comissari Frank M. Chapman, Akeley va dissenyar-los i es troben al Museu Americà d'Història Natural. Combinant art amb ciència, aquestes exposicions pretenien educar el públic sobre la necessitat creixent de conservar l'hàbitat. El modern AMNH Exhibitions Lab s'encarrega de la creació de tots els diorames i entorns immersius del museu.

#### Parcs temàtics
La perspectiva forçada s'utilitza àmpliament als parcs temàtics i altres arquitectures com les que es troben a Disneyland i Las Vegas, sovint per fer que les estructures semblin més grans del que són en realitat, ja que si aquestes ho fossin, no serien desitjades pel públic, o per proporcionar una il·lusió òptica per pur entreteniment. El més destacat és que Walt Disney Imagineering en fa ús pels parcs temàtics de Disney. Alguns exemples notables de perspectiva forçada als parcs, per fer més grans els objectes, són els castells (La Bella Dorment, La Ventafocs i la Bella). En canvi, com a exemplar del contrari (fer que l'objecte sembli més petit) tenim el pavelló The American Adventure a Epcot.

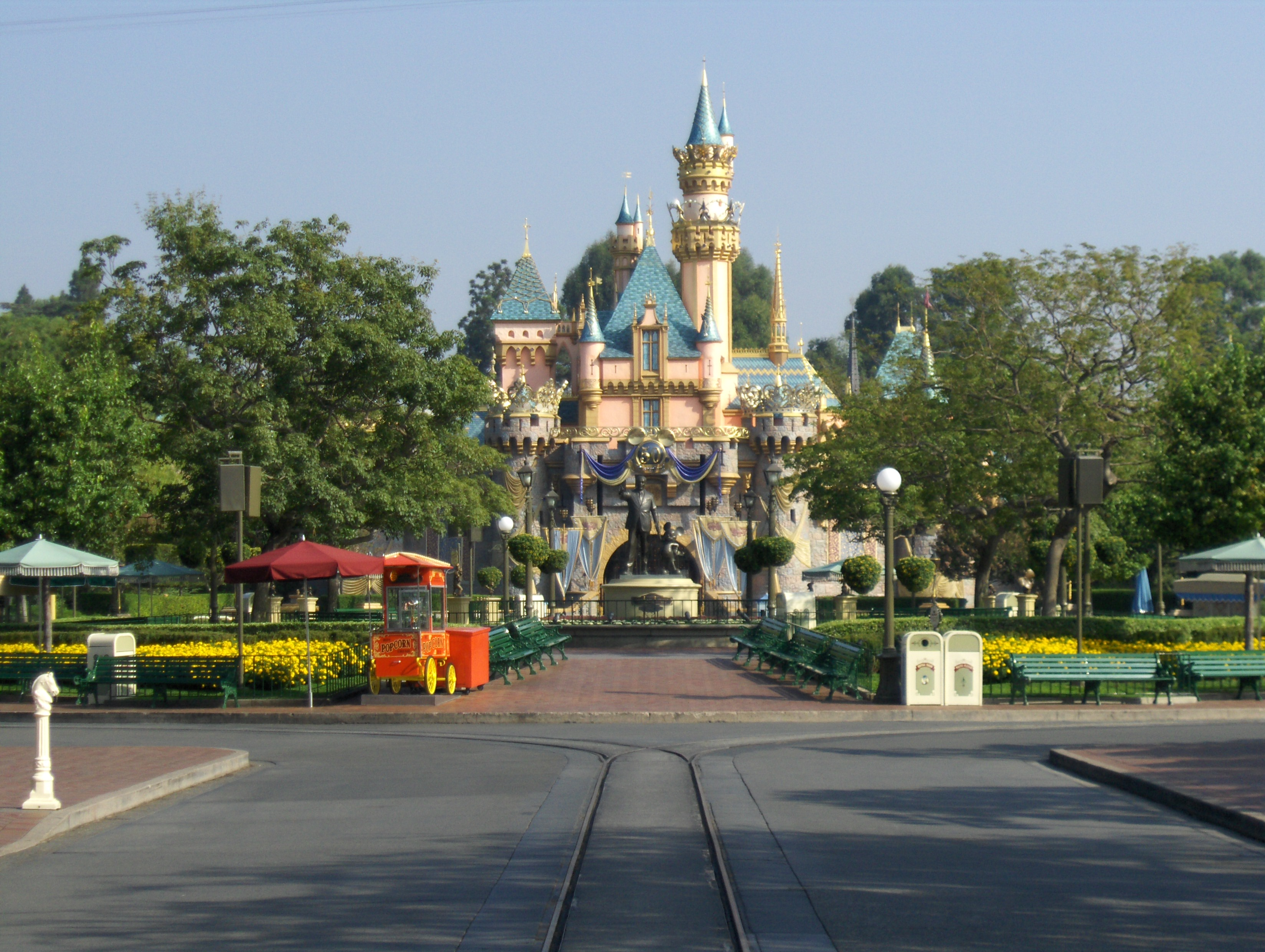
Al Castell de la Bella Dorment a Disneyland, l'escala dels elements arquitectònics és molt més petita a la part superior del castell en comparació amb la fundació, cosa que fa que sembli significativament més alt que la seva alçada real de 77 peus (23.470 metres).
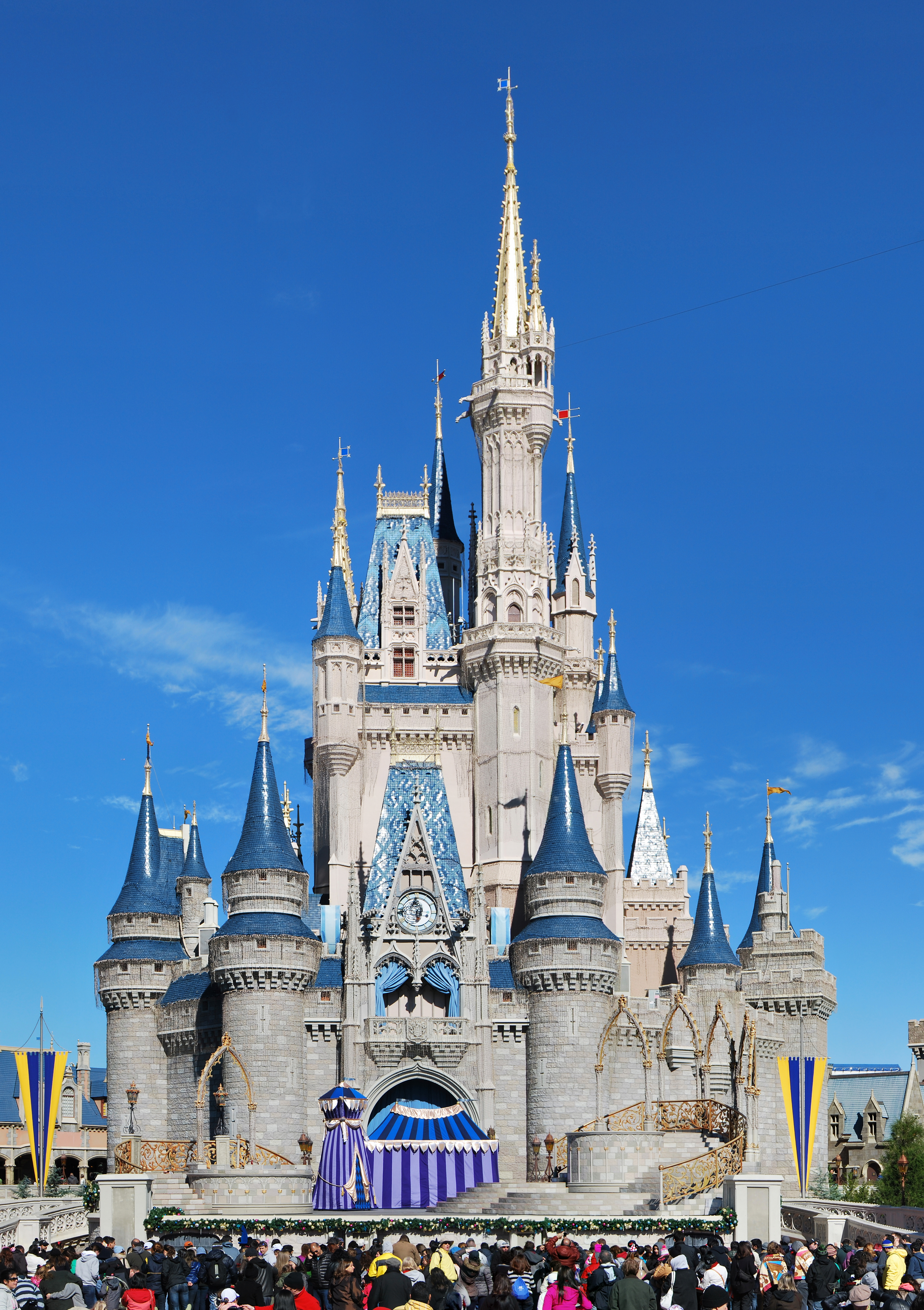
Al castell de la Ventafocs al Magic Kingdom de Walt Disney World, l'escala torna a ser més petita a mesura que s'alça, fent que sembli molt més alta que la seva alçada real de 189 peus (57,607 metres).
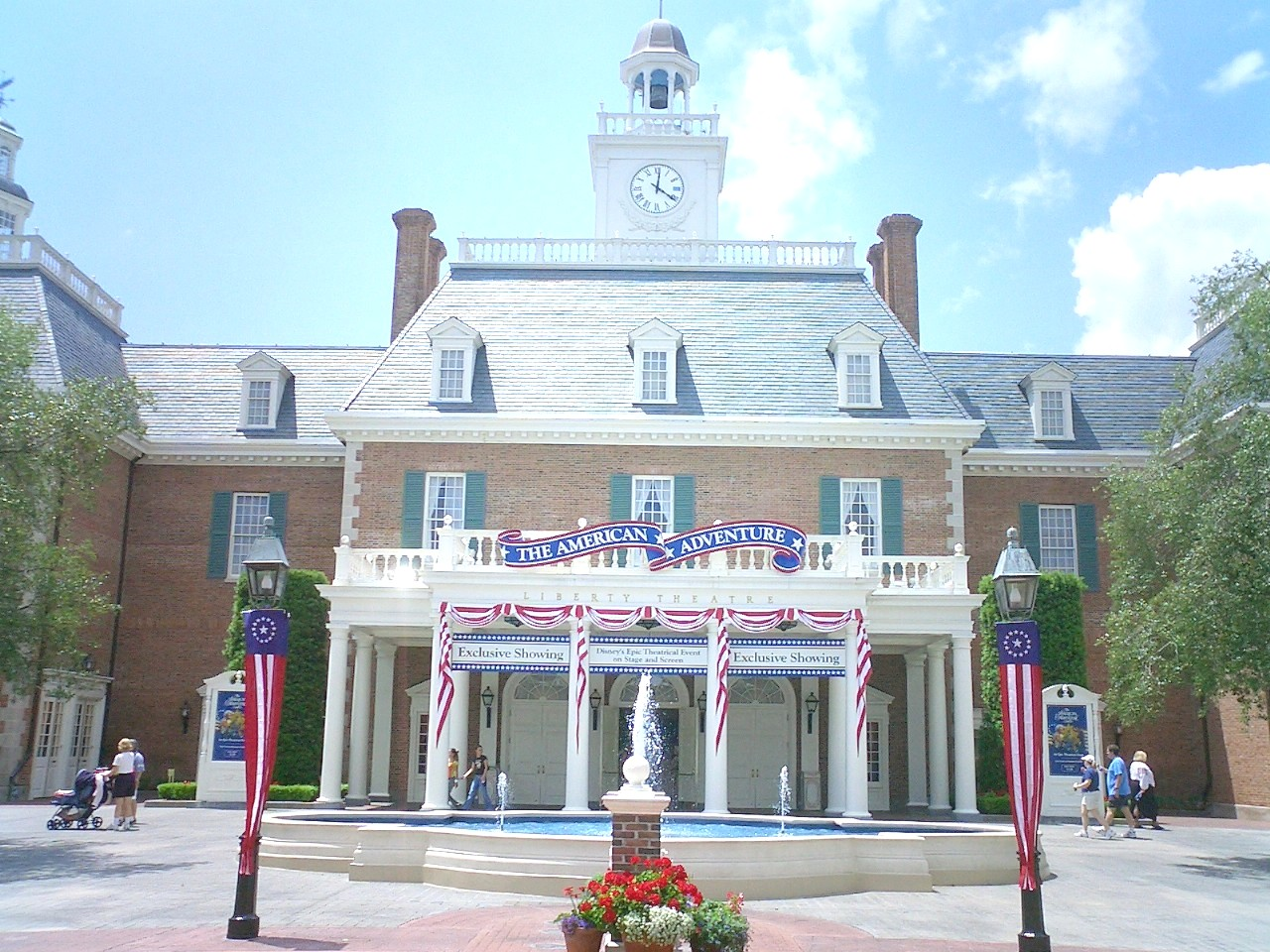
El pavelló American Adventure a Epcot, també a Walt Disney World, utilitza la perspectiva forçada per fer que un edifici de cinc pisos sembli de dos pisos i mig.